# Christoph Peschek

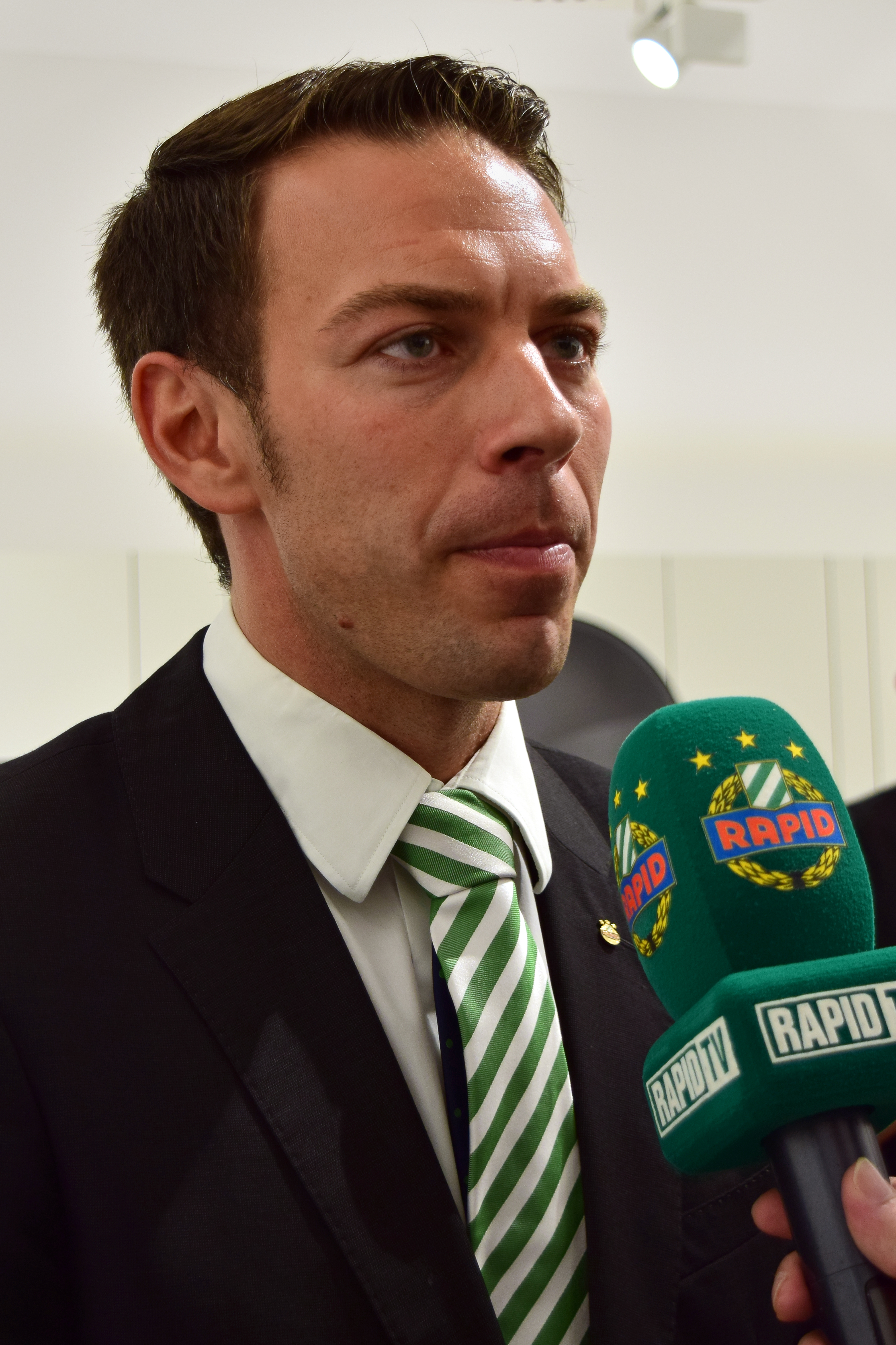
Christoph Peschek 2016

Christoph Peschek (* 30. Oktober 1983 in Wien) ist ein österreichischer Fußballfunktionär, ehemaliger Politiker (SPÖ) sowie ehemaliger Abgeordneter zum Wiener Landtag und Mitglied des Wiener Gemeinderats.

## Leben
Peschek besuchte die AHS Polgarstraße und absolvierte anschließend die ÖGB-Ausbildung in Arbeits- und Sozialrecht. Ab 2001 war er Jugendsekretär der Gewerkschaft der Privatangestellten, Druck, Journalismus, Papier (GPA-djp) für Wien.
Peschek war bereits in seiner Schulzeit politisch aktiv, war Schulsprecher der AHS Polgarstraße und von 2000 bis 2001 Mitglied der AHS-LandesschülerInnenvertretung in Wien. Seit 2007 ist er Jugendvorsitzender der Fraktion Sozialdemokratischer GewerkschafterInnen (FSG) – Wien.
Von 2009 bis 2010 war Peschek Bezirksrat und Jugendbeauftragter für den 22. Wiener Gemeindebezirk. Bei der Wiener Gemeinderatswahl 2010 wurde er in den  Landtag und Gemeinderat gewählt und fungiert seither als Lehrlingssprecher der Wiener SPÖ.
Ab 18. November 2013 war Peschek Vizepräsident des SK Rapid Wien.
Im November 2014 legte er seine politischen Funktionen sowie sein Amt als ehrenamtlicher Vizepräsident von Rapid zurück, um ab 1. Februar 2015 hauptberuflich als Geschäftsführer Wirtschaft des SK Rapid tätig zu sein. Im August 2022 zog sich Peschek bei Rapid Wien zurück. Seit 1. Februar 2023 ist Christoph Peschek Geschäftsführer bei Blau-Weiß Linz.